# Nous
Cuvântul nous este de origine greacă și definește conștiința rațională capabilă de investigare și cunoaștere a realității.
Nous este intelectul abstract, este funcția superioară a individului capabilă să aducă realitatea în existență prin reprezentare și descriere lingvistică, să o diferențieze structural și dinamic și să îi caute legile cele mai generale care o caracterizează evolutiv.
Nous-ul își propune să cerceteze și să înțeleagă corect și complet lumea fenomenologică, să îi discearnă principiile fundamentale din care provine și legile după care se manifestă; de asemenea, să înțeleagă intențional și comportamental subiectul, adică agentul care primește, reprezintă și utilizează lumea pentru a supraviețui.
Nous mai poate fi înțeles și ca inteligența supremă, creatoare a universului, acea forță-cunoaștere ascunsă din care provin toate modurile existențiale și în care se întorc la sfârșitul unui ciclu de manifestare a realității în conștiința indivizilor.